# Балінген (Цоллернальб)
Балінген (нім. Balingen) — місто в Німеччині, знаходиться в землі Баден-Вюртемберг. Підпорядковується адміністративному округу Тюбінген. Адміністративний центр району Цоллернальб.
Площа — 90,34 км2. Населення становить 34 505 ос. (станом на 31 грудня 2020).